# Aedes ramachandrai
Aedes ramachandrai är en tvåvingeart som beskrevs av Reuben 1967. Aedes ramachandrai ingår i släktet Aedes och familjen stickmyggor. Inga underarter finns listade i Catalogue of Life.